# Mistrzostwa Europy w Lekkoatletyce 1950 – pchnięcie kulą kobiet

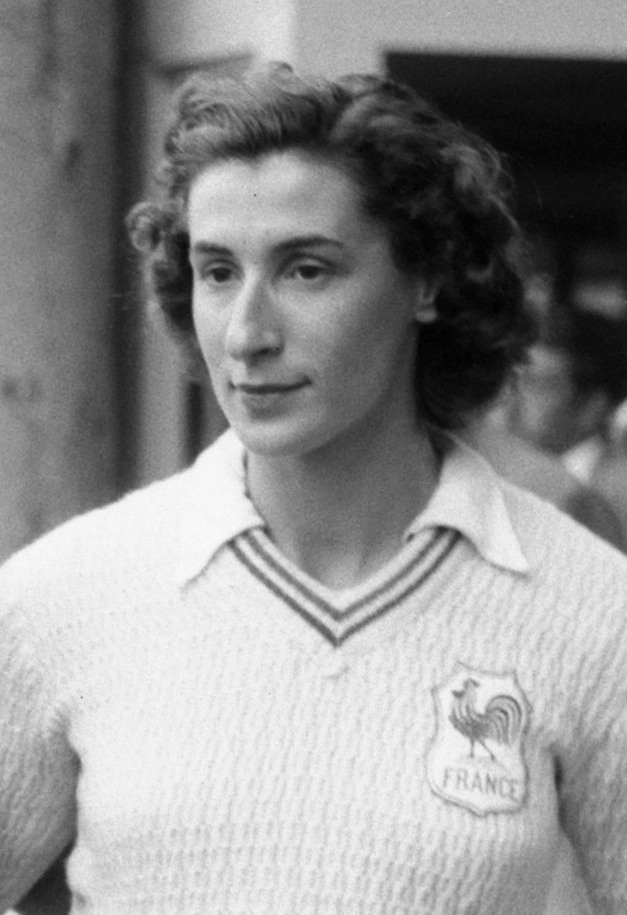
Micheline Ostermeyer

Pchnięcie kulą kobiet było jedną z konkurencji rozgrywanych podczas IV Mistrzostw Europy w Brukseli. Rozegrano od razu finał 23 sierpnia 1950. Zwyciężczynią tej konkurencji została reprezentantka ZSRR Anna Andriejewa. W rywalizacji wzięło udział dwanaście zawodniczek z ośmiu reprezentacji.

## Rekordy
| Rekord świata     | Tatjana Siewriukowa (SUN) | 14,89 | Frunze, ZSRR   | 14.10.1945 |
| Rekord świata     | Kławdija Toczonowa (SUN)  | 14,86 | Tbilisi, ZSRR  | 30.10.1949 |
| Rekord Europy     | Tatjana Siewriukowa (SUN) | 14,89 | Frunze, ZSRR   | 14.10.1945 |
| Rekord Europy     | Kławdija Toczonowa (SUN)  | 14,86 | Tbilisi, ZSRR  | 30.10.1949 |
| Rekord mistrzostw | Tatjana Siewriukowa (SUN) | 14,16 | Oslo, Norwegia | 22.08.1946 |

## Wyniki
| Miejsce | Zawodniczka          | Wynik | Uwagi |
| ------- | -------------------- | ----- | ----- |
| 1       | Anna Andriejewa      | 14,32 | CR    |
| 2       | Kławdija Toczonowa   | 13,92 |       |
| 3       | Micheline Ostermeyer | 13,37 |       |
| 4       | Galina Zybina        | 13,07 |       |
| 5       | Magdalena Breguła    | 12,80 |       |
| 6       | Marija Radosavljević | 12,75 |       |
| 7       | Amelia Piccinini     | 12,40 |       |
| 8       | Nada Kotlušek        | 12,34 |       |
| 9       | Jaroslava Jungrová   | 12,20 |       |
| 10      | Paulette Veste       | 12,19 |       |
| 11      | Eivor Olson          | 11,90 |       |
| 12      | Nicole Oosterlynck   | 9,33  |       |